# مجد الدين محمد الخوافي
مجد الدين محمد الخوافي (الفارسية: مجد الدین محمد خوافی؛ توفي في آب 1494 م) كان بيروقراطيًا فارسيًا، وكان أحد الشخصيات الرائدة في الإمبراطورية التيمورية في أواخر القرن الخامس عشر. ينتمي مجد الدين إلى عائلة من البيروقراطيين من خوارف ، وقد هيمن على حكومة السلطان حسين باقرة ( r. 1469–1506 ) في 1472–1478 و1487–1490. وفي نهاية المطاف تم عزله في عام 1490، ثم قُتل على يد منافسيه في طريقه إلى مكة.

## الخلفية والمسيرة المهنية المبكرة

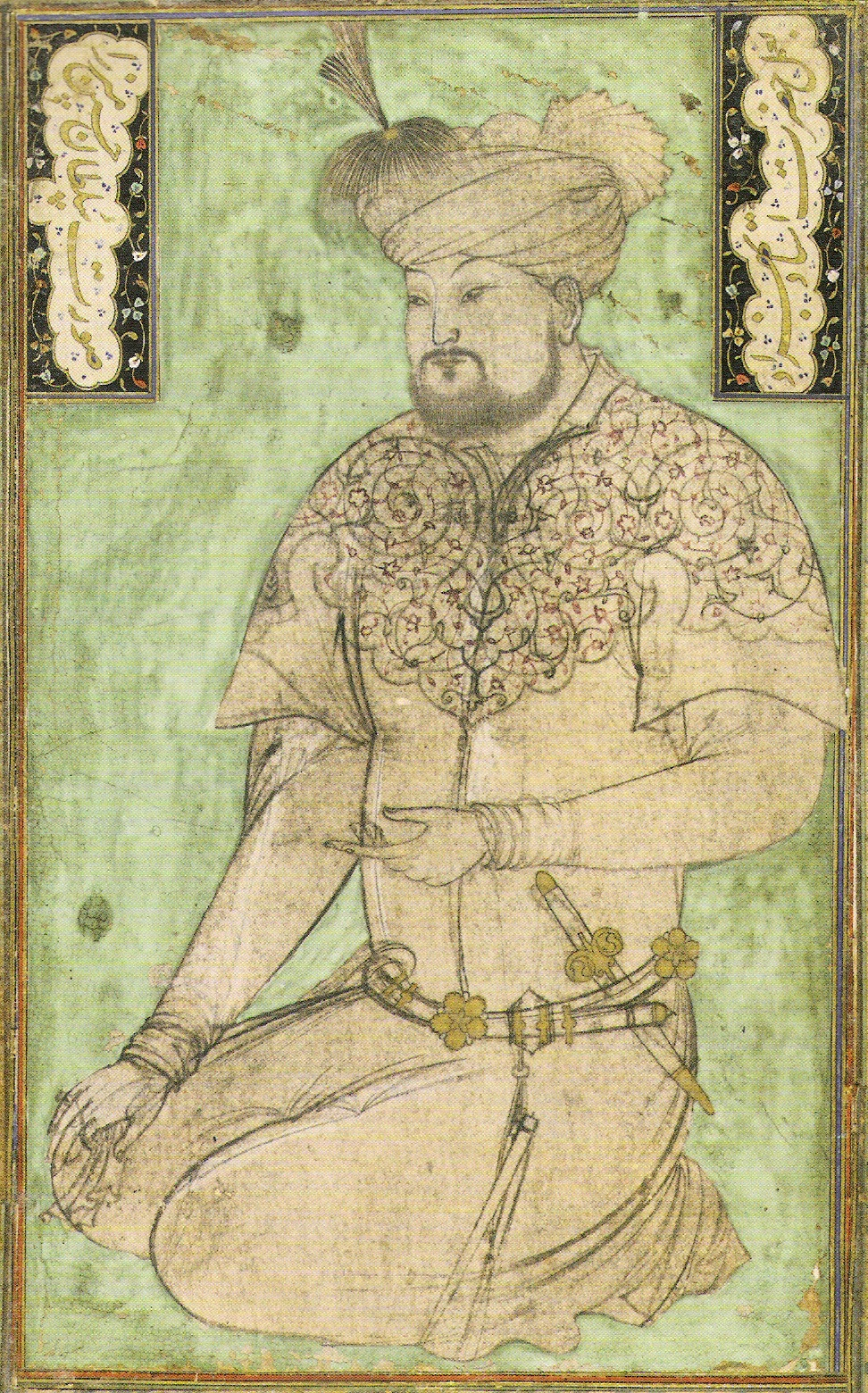
صورة للسلطان حسين بايقرا، من مخطوطة مصورة مبكرة

ينتمي مجد الدين إلى عائلة من سكان منطقة خوافي في منطقة خراسان بشرق إيران، وهو ابن غياث الدين بير أحمد خوافي (ت. 1453)، الذي شغل مناصب عليا في عهد التيموريين، وكان الوزير الأقوى والأطول عمرًا للملك شاه روخ (حكم 1405–1447 م) من 1417 إلى 1447. باعتبارهم من الطاجيك (الإيرانيين) المستقرين من خراسان، كانت العائلة جزءًا من الطبقة الوراثية من السكرتيرين وجُبات الضرائب والمحاسبين، الذين خدموا عادةً النخبة التركية المغولية الحاكمة. من المحتمل أنهم ينحدرون من خواجة مجد، الذي حكم خوافي في أوائل القرن الرابع عشر. بدأ مجد الدين مشواره المهني كاتبًا (ناسخ) في ديوان أبي سعيد ميرزا (حكم. 1451–1469)، حيث تقاسم السلطة مع البيروقراطي البارز نظام الدين عبد الحي منشي. ويظهر لاحقًا كوزير لابن السلطان أحمد محمد سلطان، أثناء تولي السلطان حسين بايقرة السلطة في هرات عام 1469. وعندما علم الأخير بمهارة مجد الدين البيروقراطية، عيّنه بيروقراطيًا لديه.

## الرعاية
ومن المعروف أن الكاتب الفارسي الغزير الإنتاج حسين كاشفي (ت. 1504) قد ألف كتابه "لافايا القمر" (المعروف أيضًا باسم اختيارات النجوم) في عام 1473/4 بناءً على طلب مجد الدين.